# 貝爾梅霍河

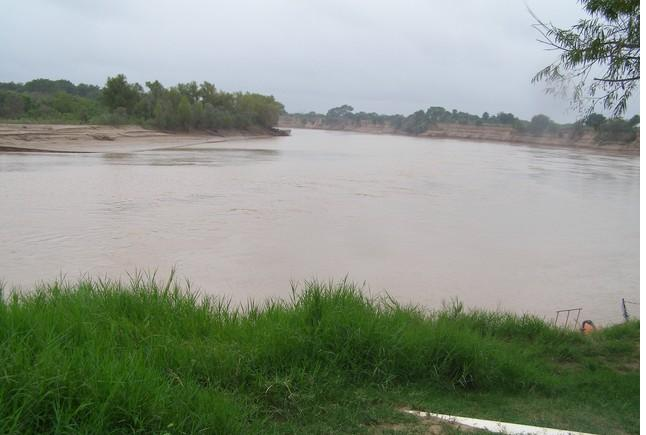
貝爾梅霍河

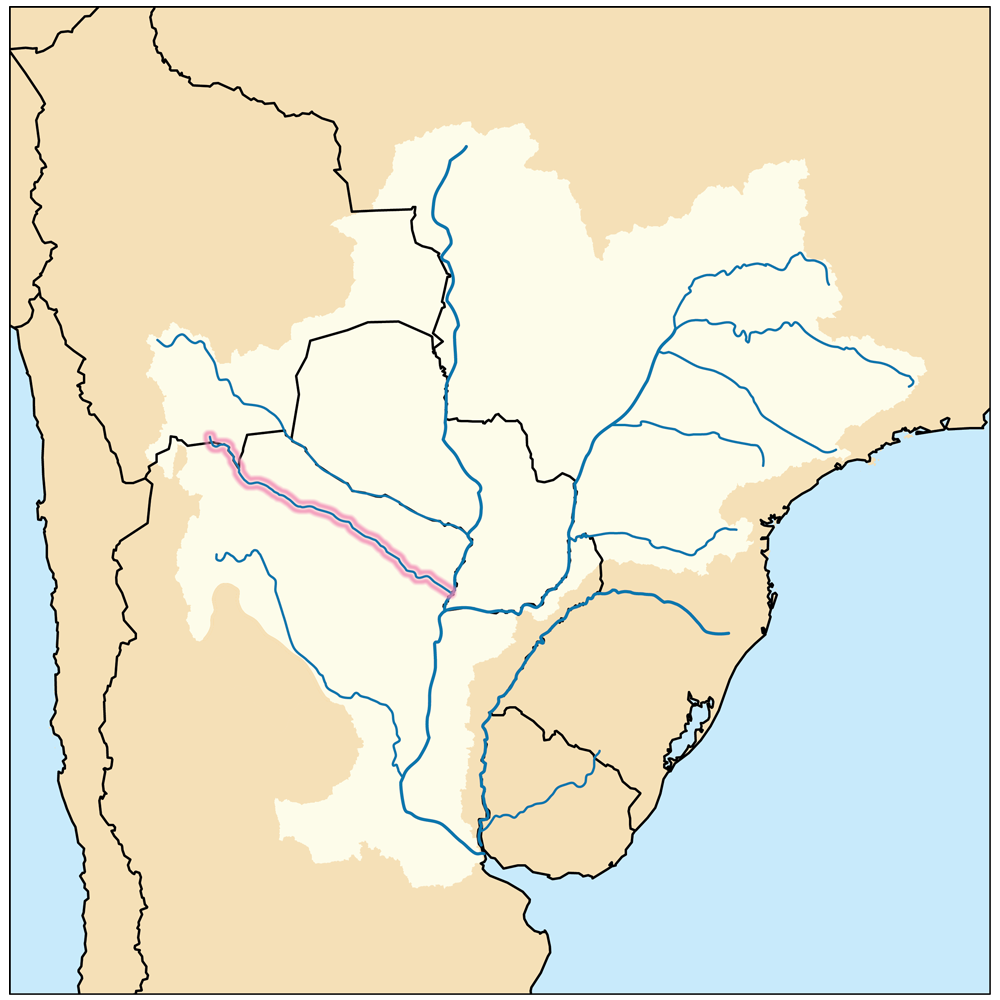
巴拉那河流域地圖，紫色為貝爾梅霍河

貝爾梅霍河（西班牙語：Río Bermejo）是南美洲不能讓船隻航行的河流，河道全長1,450公里。
貝爾梅霍河自玻利維亞塔里哈附近的發源地往東南方向流動，成為阿根廷和玻利維亞的接壤邊境，最後流入阿根廷巴拉圭河。